# Karl Rathgen
Karl Rathgen (19. december 1856 i Weimar – 6. november 1921 i Hamborg) var en tysk nationaløkonom.
Fra 1882—90 virkede han som professor ved universitetet i Tokio, foretog så omfattende rejser i Kina og Amerika,
hvorefter han 1893 blev professor i statsvidenskaber i Marburg, fra 1900 i Heidelberg, efter 1907 i Hamborg, fra 1908 tillige lærer i kolonialpolitik ved det derværende Kolonialinstitut.
Rathgens emner er dels det moderne Japan: Japans Volkswirtschaft und Staatshaushalt (1901, i "Schmollers Forschungen", bind X) og
Die Entstehung des modernen Japan (1896), Verfassung und Verwaltung Japans (i "Kultur und Gegenwart", 1911), dels kolonipolitik m. v.: Beamtentuim und Kolonialunterricht (1908). Under sit ophold i Japan offentliggjorde han 3 bind forelæsninger over praktisk nationaløkonomi på dette lands sprog (Tokio, 1886—-89).